# Foc
|  | Per a altres significats, vegeu «Foc (desambiguació)». |

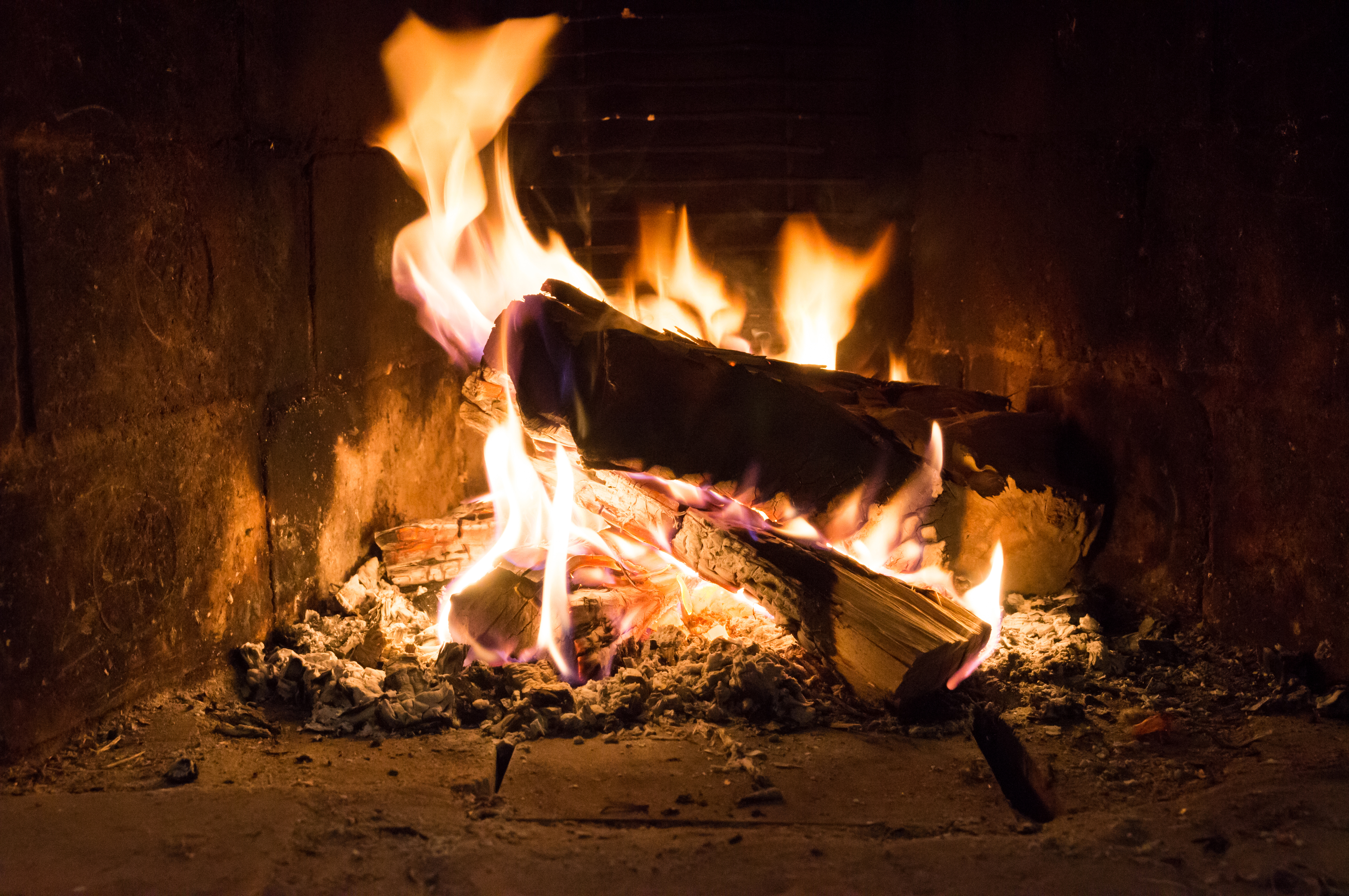
Foc en flama

El foc és una reacció química d'oxidació violenta d'una matèria combustible. Aquesta reacció és exotèrmica, desprenent l'energia de la reacció en forma de calor i llum, i diversos productes de la reacció, usualment diòxid de carboni i aigua. Si la reacció és prou calenta, els gasos poden arribar a ionitzar-se fins a arribar a assolir l'estat de plasma. Depenent de les substàncies que intervenen en la reacció, el color de la flama i la intensitat del foc pot variar. Des d'aquest punt de vista, el foc és la manifestació visual de la combustió. La flama és l'emissió de llum resultant de la reacció de combustió. Aquesta és provocada per l'emissió d'energia dels àtoms d'algunes de les partícules que es troben en els gasos de la combustió, en ser excitats per la intensa calor generat en aquest tipus de reaccions. El foc, en la seva forma més comuna, pot resultar en un incendi, que és potencialment perillós, ja que pot causar danys a través de la crema de béns i persones.
La paraula «foc» prové de la llengua llatina, concretament del mot focus, que inicialment tenia el significat de fogar però que ha anat evolucionant per a passar a cobrir el significat de foc en general. I del mot foc, se n'han derivat multitud de paraules, com per exemple, foguera o flama.

## Fonament químic

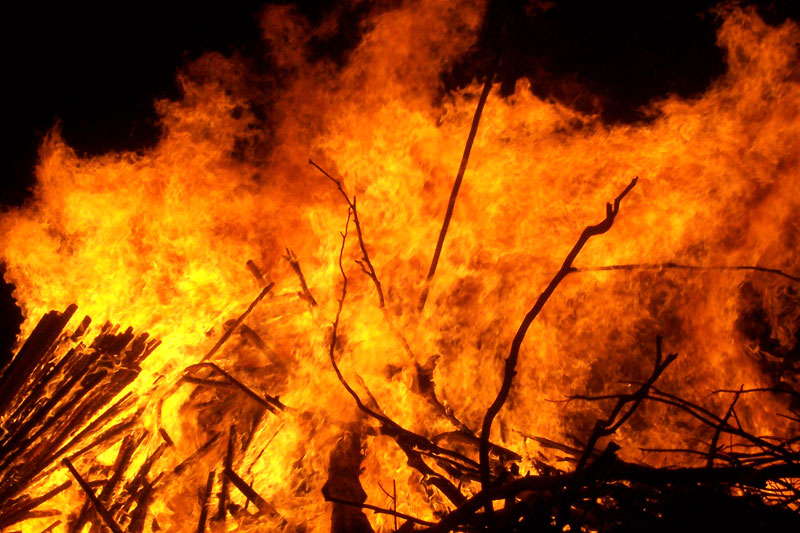
Una foguera

El foc és el resultat d'un procés molt exotèrmic d'oxidació. Usualment, un compost orgànic, com el paper, la fusta, els plàstics, gasos d'hidrocarburs, la gasolina…, susceptible d'oxidació i en contacte amb una substància oxidant (usualment l'oxigen de l'aire), només necessita una energia d'activació, també coneguda com a temperatura d'ignició, que pot venir a través d'una espurna o una altra flama, per a inflamar-se. Una vegada comença la reacció d'oxidació, la calor despresa per la reacció serveix per a mantenir-la en marxa.
Els productes de l'oxidació (principalment vapor d'aigua i diòxid de carboni), a alta temperatura pel calor després per la reacció, emeten llum visible: açò són les flames (gasos incandescents).
La composició elemental dels gasos que es desprenen determina el color de la flama. Així, són roges, ataronjades o grogues en el cas de paper i fusta; o blaves en el cas de molts gasos d'hidrocarburs, com els usats domèsticament, però poden ser de colors més exòtics si cremen elements metàl·lics. Igualment, el color es veu afectat per la temperatura del foc: és vermella a partir dels 525 °C, passant a taronja als 1.100 °C i al blanc a partir dels 1.300 °C.
El fet que el color de la flama varia segons la composició dels gasos que la formen permet determinar la presència de certs elements químics mitjançant el mètode de la prova de la flama. Dit mètode és emprat en la química analítica per tal de detectar la presència d'ions metàl·lics, prenent com a base l'espectre d'emissió característic de cada element. Malgrat que aquest assaig és poc útil en l'àmbit científic, és força emprat en l'educació mitjana per tal d'il·lustrar als alumnes vers les propietats dels diferents elements químics, atès que és un assaig senzill i força espectacular.
Aquesta propietat també és emprada en la pirotècnia: la mescla de diferents elements i compostos químics generen diferents esclats de color, fet que augmenta l'espectacularitat dels castells de foc i coets.
| Colorants de Flama | Colorants de Flama                      | Colorants de Flama | Colorants de Flama                                             |
| Color              | Compost                                 | Color              | Compost                                                        |
| ------------------ | --------------------------------------- | ------------------ | -------------------------------------------------------------- |
| Vermell fosc       | Clorur de liti                          | Verd               | Sulfat de coure(II)                                            |
| Vermell            | Clorur d'estronci                       | Blau               | Clorur de coure (I), Butà                                      |
| Taronja            | Clorur de calci                         | Violeta            | 3 parts Sulfat de potassi, 1 part Nitrat de potassi (salnitre) |
| Groc               | Clorur de sodi (sal) o Carbonat de sodi | Porpra             | Clorur de potassi                                              |
| Verd grogós        | Bòrax                                   | Blanc              | Sulfat de magnesi                                              |

## Causes del foc
Atès que el foc és un procés d'oxidació, aquest no és possible sense la presència d'oxigen. En el planeta Terra el registre fòssil del foc apareix en el període Ordovicià mitjà, fa uns 470 milions d'anys, amb l'establiment de la flora al sòl, fet que propicià l'acumulació d'oxigen en l'atmosfera terrestre a nivells no assolits fins aleshores. Quant el percentatge d'oxigen en l'atmosfera superà el 13% de concentració s'assolí la possibilitat que es produís un incendi.
El primer registre fòssil registrat d'un incendi és datat del Silurià tardà, fa uns 420 milions d'anys, en restes fossilitzades de carbó vegetal. A partir d'aquest punt en el temps la presència de registres fòssils de carbó vegetal és present en tots els períodes, amb l'excepció d'un controvertit lapse de temps durant el Devonià tardà. El nivell d'oxigen en l'atmosfera està estretament relacionat amb la presència de restes de carbó vegetal fossilitzat, car, com ja hem indicat, la presència de l'oxigen és el factor clau per a la presència del foc i dels incendis.
Els incendis s'expandiren a mesura que les plantes anaren esdevenint un component dominant en molts ecosistemes, fa entre 7 i 6 milions d'anys; fet que va propiciar la llesca suficient per a permetre una ràpida propagació del foc. La major presència d'incendis provocà una realimentació positiva: aquests propiciaren un clima més càlid i sec, més propici a l'aparició de nous incendis.

## Influència històrica

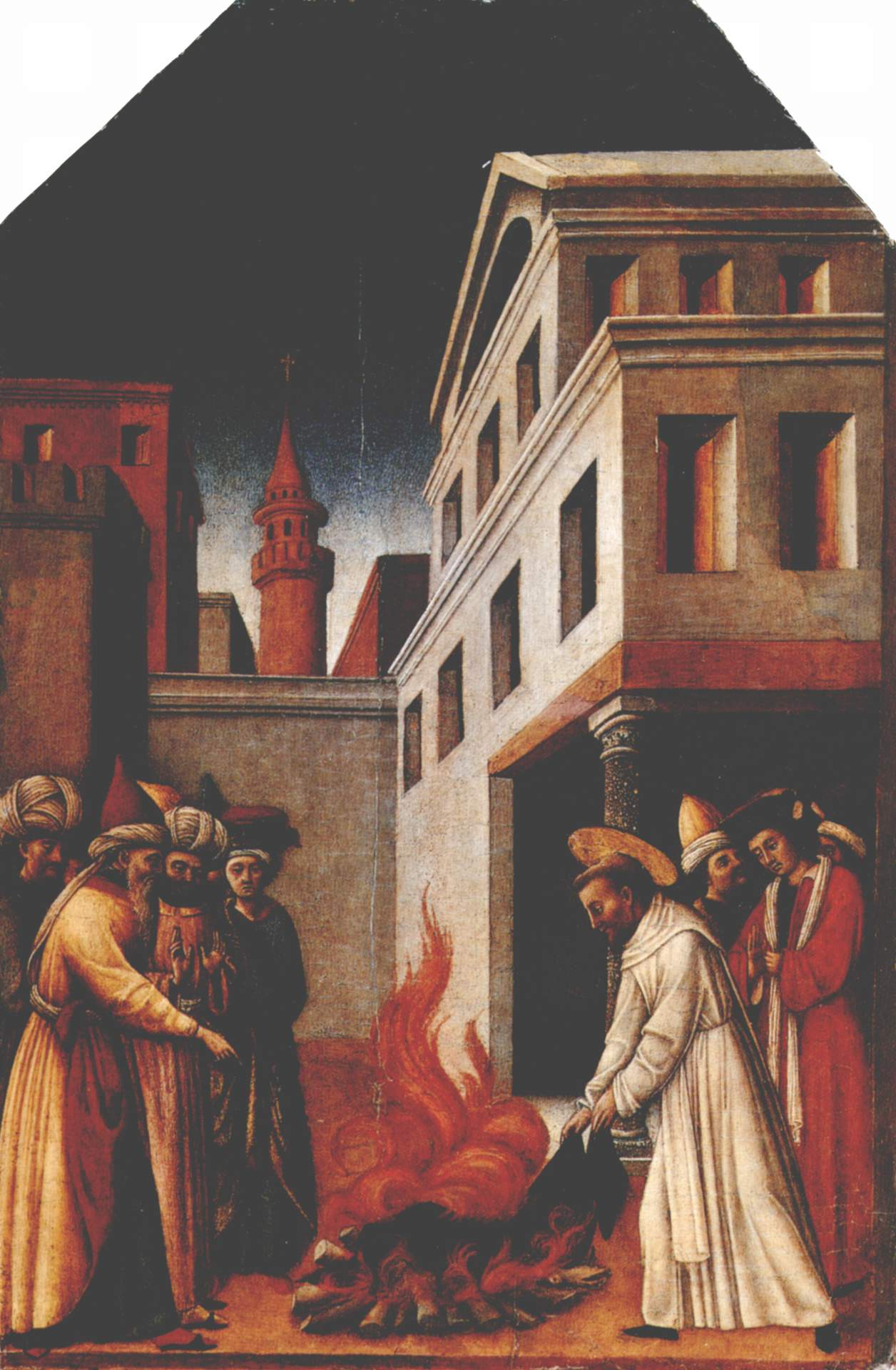
El miracle del foc de Sant Pere Màrtir d'Antonio Vivarini

Encesa de foc per fregament amb esca

El foc ha fascinat la civilització durant segles. Al voltant seu i gràcies a la seva escalfor han viscut centenars de generacions. L'ésser humà ha sabut usar la força destructiva del foc en el seu profit, per a extraure l'energia dels materials que li proporcionava la natura o poder modelar-los al seu gust. Si bé és la mà la ferramenta principal de l'home, també el foc ha participat potser al mateix nivell en la responsabilitat de la construcció de l'actual civilització. Tanmateix, també és destacable la seua utilització al llarg de la història amb fins bèl·lics i destructius.
El foc també ha tingut un ús festiu i commemoratiu, especialment després de l'ús de la pólvora per als focs d'artifici i els coets.

### El domini del foc
La capacitat de controlar el foc propicià un important canvi en els hàbits dels primers humans, concretament els homo erectus. Fer foc per a generar calor i llum va fer possible que les persones cuinessin aliments, augmentessin la varietat i la disponibilitat de nutrientsPlantilla:Cc. Disposar de més aliments va provocar un augment de població. El principal factor que limita les poblacions en la naturalesa és la disponibilitat d'aliments. El foc també va servir per fumar els aliments i, per tant, conservar-los. Gràcies a això, els humans no van dependre de la cacera o la collita de cada dia per alimentar-se i com a conseqüència van poder sobreviure en situacions precàries i d'escassetat d'aliments.
La calor produïda també ajudà les persones a mantenir-se calentes en climes freds. Els fogars són la primera calefacció de la humanitat. Això va permetre colonitzar àrees que fins llavors eren verges perquè les temperatures eren massa baixes. Fins i tot en latituds més temperades, l'escalfor permet una major supervivència, perquè malalties com una grip o un refredat en aquella època podien provocar una pneumònia, i tenir foc podia ser la diferència entre la vida i la mort. El foc també mantenia a ratlla els depredadors nocturns, servia per fer eines, per escalfar el sílex i fer-lo més tallant, per escalfar la fusta, endurir les puntes de les ferramentes i fer-les més punxegudes. També permetia allargar les hores d'activitat, de manera que es va poder continuar fabricant eines, raspant pells i treballant després de la posta de sol. També es van poder dedicar més hores a parlar entre els membres del grup, cosa que va reforçar els grups, estimular l'ensenyament i l'aprenentatge i originar noves simbologies relacionades amb el foc i la nit.
S'han trobat evidències d'aliments cuinats amb una antiguitat d'1,9 milions d'anys, encara que el foc, probablement, no va ser utilitzat d'una manera controlada fins fa uns 400.000 anys. Ja es tractava d'un ús domèstic del foc, és a dir, que els humans sabien encendre i controlar i ho aprenien a fer des de petits. Abans d'això s'aprofitaven de manera esporàdica flames d'incendis naturals. Les troballes referent a l'ús del foc es generalitzen entorn d'un període comprès entre 100.000 i 50 mil anys enrere, cosa que en suggereix l'ús regular en aquest lapse. Curiosament, la resistència a la contaminació de l'aire va començar a evolucionar en les poblacions humanes en un moment similar en el temps.
Els humans de fa 400.000 anys tenien dues opcions per fer foc. Una era agafar dues branques de fustes diferents, fregar-les l'una contra l'altra, i crear calor pel fregament fins a aconseguir espurnes. El més essencial era que les fustes fossin diferents perquè, amb dues fustes iguals, és molt més difícil aconseguir que s'encenguin. Amb les espurnes s'encenien excrements secs d'animals herbívors que són altament inflamables. Aquests excrements feien la funció del paper de diari de les llars de foc actuals: ajudaven a encendre la fusta. L'altra opció era utilitzar pedres en lloc de fusta. Pedres de quars, per exemple. Picant-les entre elles feien espurnes i encenien els excrements secs o bé herbes molt seques, i encenien la foguera.
L'expansió de coneixement del foc en l’àmbit alimentari va tenir altres impactes en altres camps com la ceràmica. La ceràmica va desenvolupar-se en aquest espai per raons com la conservació dels aliments. No obstant això, amb la utilització del forn van adquirir el control de la temperatura de l'element gràcies a l'estructura ceràmica. Però la calor d'una foguera no era suficient per extreure'n tots els metalls; així va ser com es van trobar nous usos per als forns donant pas a l’inici de la metal·lúrgia.

### Simbologia i mitologia

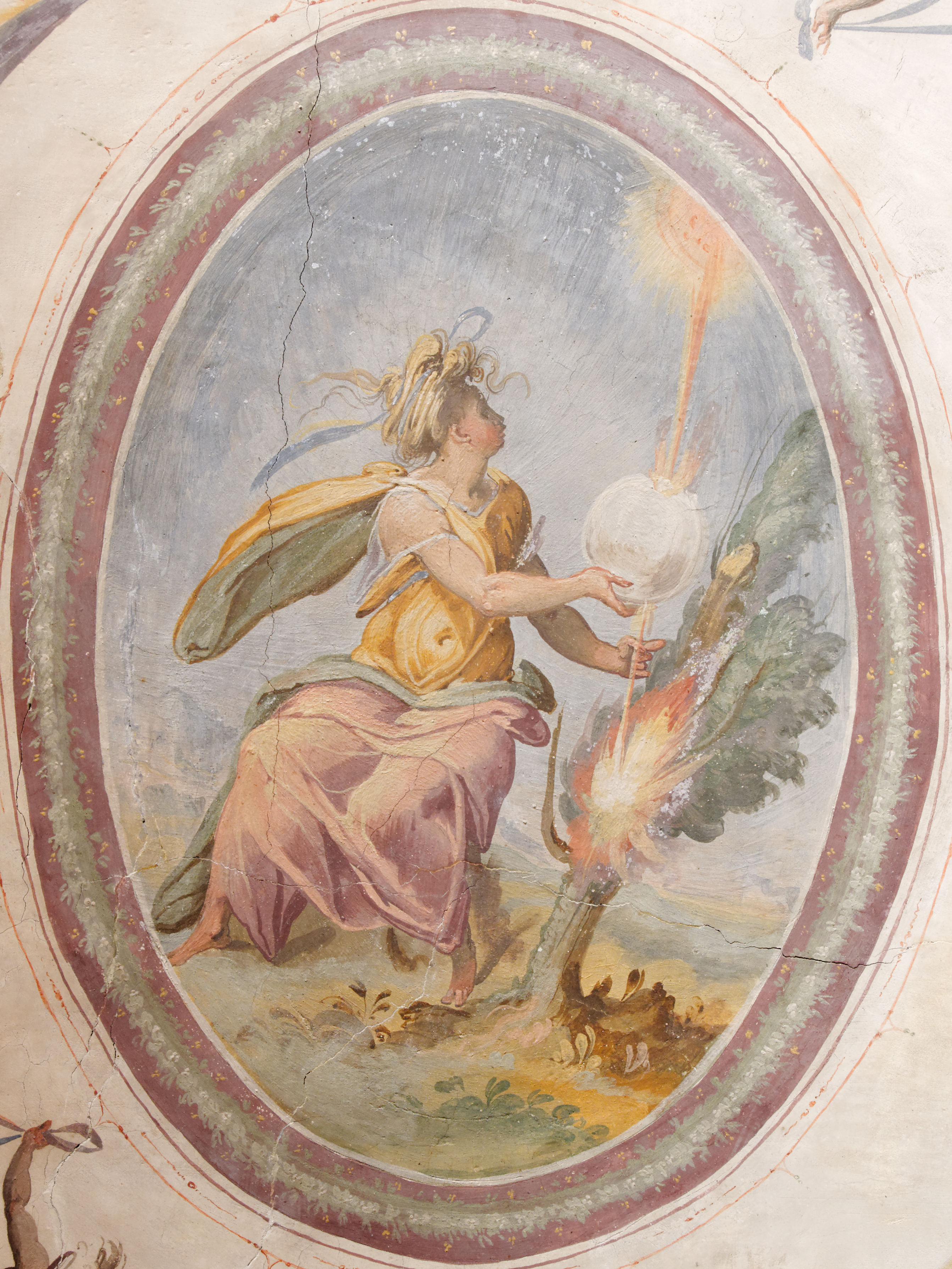
Al·legoria del foc amb les armes dels Mèdici al Palazzo Vecchio

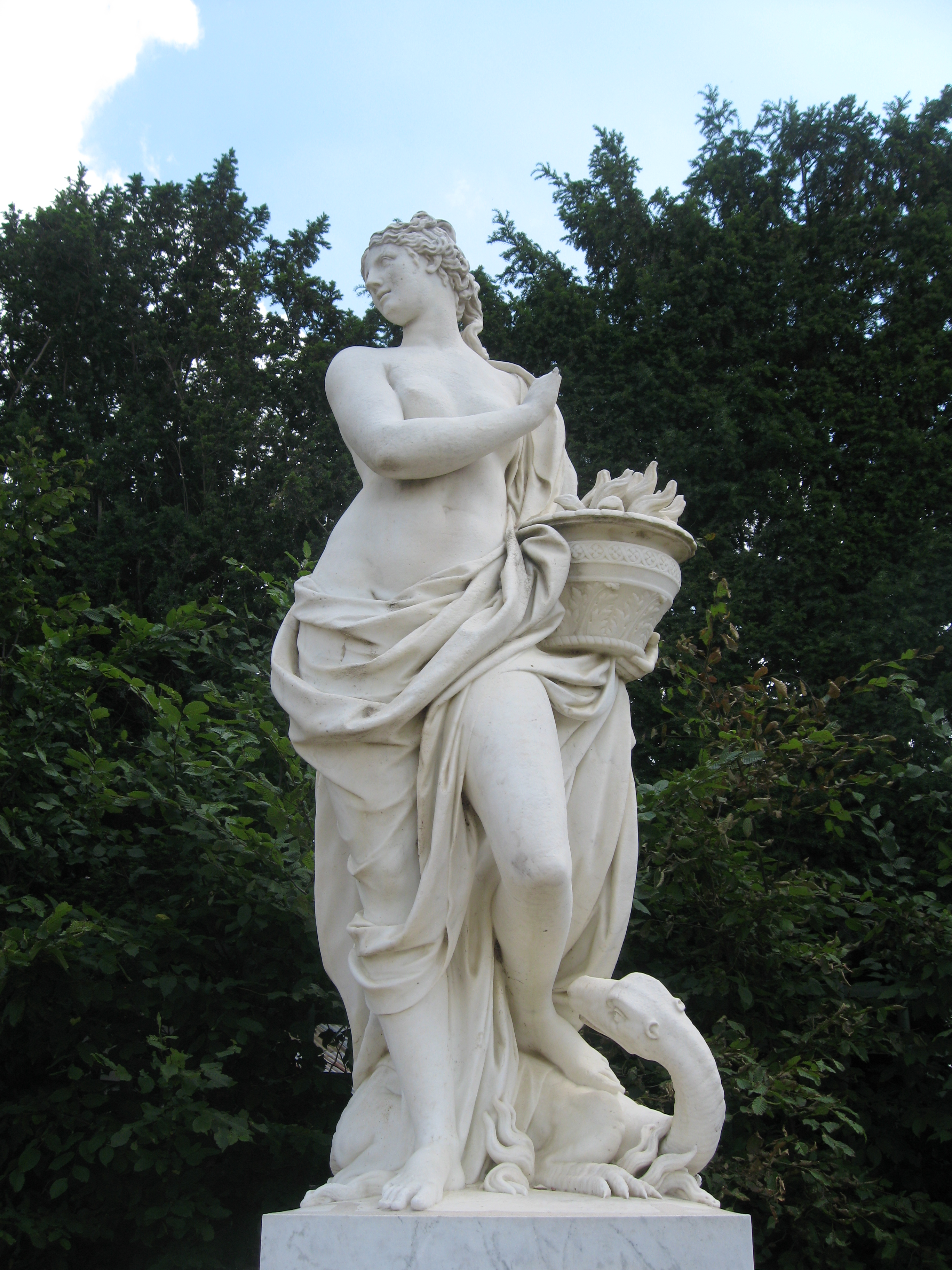
El foc per Nicolas Dossier al Palau de Versalles

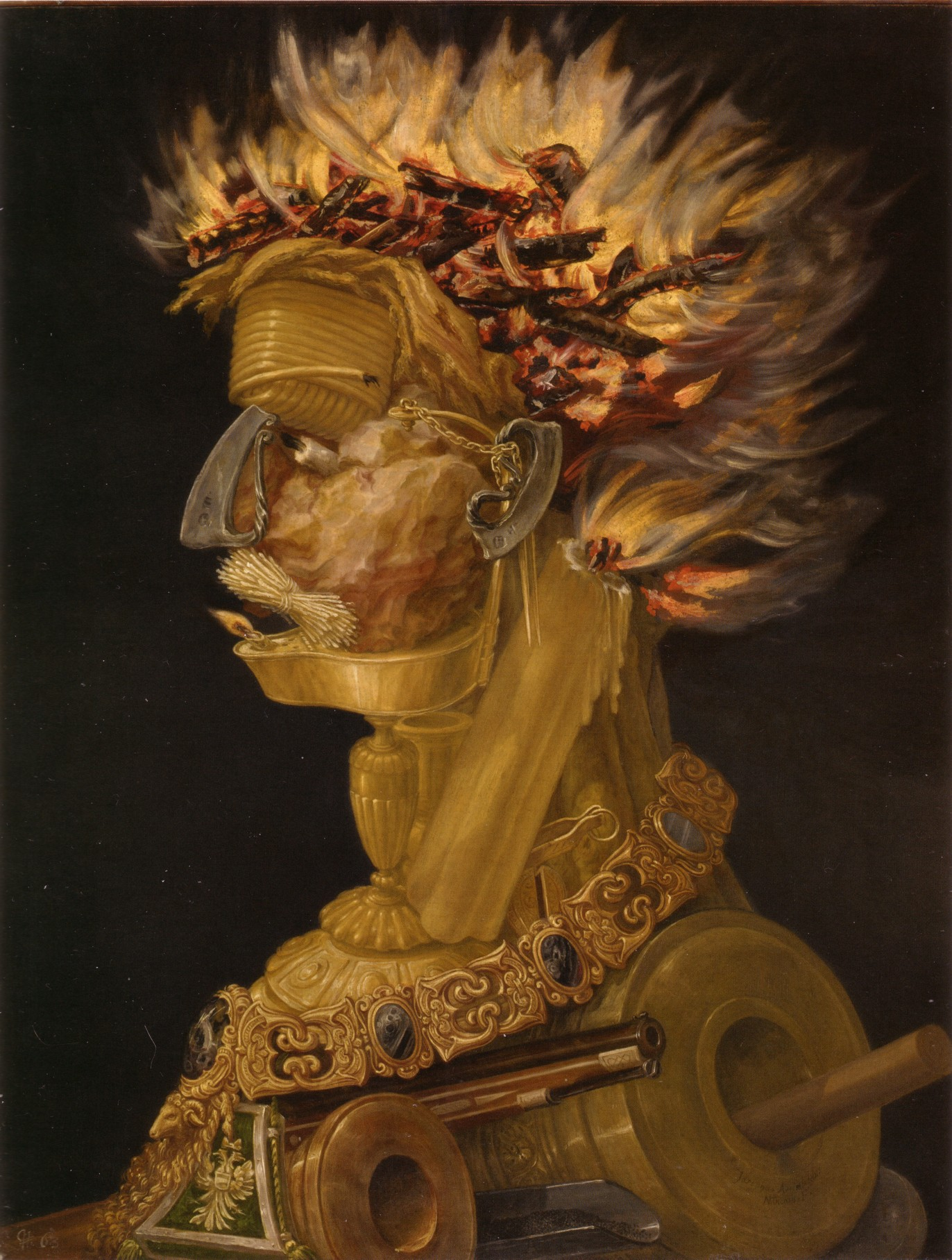
El Foc per Giuseppe Arcimboldo, Museu d'Història de l'Art de Viena

En l'evolució de l'espècie humana, l'adoració, en les seves manifestacions primitives, apareix molt abans que la ment de l'home fos capaç de formular els conceptes més complexos de la vida. La religió primitiva es basava enterament en circumstàncies d'associació. Els objectes de l'adoració eren sempre suggestius, consistien en les coses de la natura que els eren properes, que tenien gran influència en l'experiència comuna dels primitius humans o que cridessin més la seva atenció.
En el cas del foc, és fàcil suposar els motius de la seva adoració. Bàsicament, se li rendia culte per la fascinació que aquest provocava i pel seu origen desconegut, cosa que va impactar a gairebé tots els pobles primitius. A més, les flames estan en constant moviment, és fàcil imaginar que estan vives. I el foc crema, per tant és temible. Així que és molt probable que en les societats primitives se li atribuïssin propietats màgiques.
El foc és un dels quatre elements clàssics per als antics (junt amb l'aigua, la terra i l'aire). Els caldeus el miraven com una deïtat suprema. Tanmateix, a Pèrsia és on es va estendre el seu culte gairebé exclusivament. Es trobaven per tot arreu tancats amb murs i sense sostre, dintre els quals, s'encenia assíduament el foc on el poble devot venia a unes certes hores per pregar-li. Els grans senyors s'arruïnaven llançant en ell essències precioses i flors odoríferes, privilegi que miraven com un dels millors drets de la noblesa. Aquests temples descoberts van ser coneguts dels grecs amb el nom de Pyreia o Pyrateia. Es parla també d'ells com dels més antics monuments del culte del foc. Quan els reis de Pèrsia es trobaven en l'agonia, s'apagava el foc a les principals ciutats del regne i no es tornava a encendre sinó fins després de la coronació del seu successor. Aquests pobles s'imaginaven que el foc havia estat portat del cel i posat damunt de l'altar del primer temple que Zoroastre havia manat edificar a la ciutat de Xis. Estava prohibit llançar-hi res que no fos pur, arribant fins al punt de superstició que ningú no gosava mirar-lo atentament. A la fi, els sacerdots conservaven secretament aquest foc i feien creure al poble que era inalterable i s'alimentava de si mateix. En el zoroastrisme atorga gran importància al foc, ja que és considerat un element sagrat. Hyde ha cregut que aquest culte tenia per únic objecte representar l'ésser Suprem.
El seu origen ocupa el lloc central de molts mites, entre els quals destaca el de Prometeu, que el va robar als déus per donar-lo als homes (cosa per la qual va ser severament castigat). La cultura grega venerava a dos déus del foc: Hestia (en la mitologia romana, Vesta), deessa del foc de la llar i Hefest (Vulcà), déu dels metalls i el foc. Així mateix la terminologia grega diferenciava entre el foc destructiu (adeilon), associat amb Hades, i el foc creatiu, associat amb Hefest. Cremava el foc sagrat als temples d'Apol·lo a Atenes i a Delfos, al de Ceres a Mautíuaa, al de Minerva, al de Júpiter a Ammó, i a les pritaneas de totes les ciutats gregues, on cremaven contínuament les làmpades tenint molta cura que no s'apaguessin.
A l'Antiga Roma, les vestals (verges que tenen cura del temple de Vesta, la deessa de la llar) tenen l'obligació de no permetre que el foc sagrat, aquest magnífic regal diví, s'apagui. El càstig és exemplar i expeditiu: l'enterrament en vida.
A la mitologia celta, d'altra banda, la deessa del foc era coneguda com a Brigit, que també era la deessa de l'art, la poesia i la terra. També era l'encarregada de protegir els ramats i les dones joves, encarregant-sobretot de protegir els nens més petits. Un altre déu celta del foc reconegut com a tal és Belenos, déu del sol, del foc i la medicina. El foc en si mateix era considerat sagrat pels celtes, i si aquest s'apagava en una llar, era símbol de malastrugança.
En el marc de l'hinduisme, Agni (del mot sànscrit agni, foc) és la deïtat d'aquest element. Juntament amb Indra i Surya conformen la trinitat vèdica, una trinitat després substituïda per la de Brahma, Vishnu i Shiva. Agnídev, com també se'l coneixia, era fill de la deessa Prithivi, la Terra, i del déu Diaus Pitar (en sànscrit, déu pare). Protegia, segons les tradicions, als homes i a les seves llars per igual. En el seu cap tenia un milió d'ulls. També era el déu de la terra i la saviesa, i entre les seves tasques es comptava l'ésser missatger entre els déus i els homes. Se'l representava amb dos caps, suggerint els aspectes benèfics i destructius del foc, ulls i una cabellera negra, tres cames i set parells de braços. Del seu cos emanaven Set Llamps de llum.
A la mitologia xinesa també hi són presents diferents mites entorn del foc, així Zhu Rong n'és el déu del foc, essent aquest que ensenya a la humanitat a emprar-lo. En els relats xinesos es parla a més de les forces Yin i Yang, femenina i masculina respectivament. Cada una té propietats oposades i li corresponen al seu torn elements complementaris i oposats, com ho són l'aigua i el foc. aquest últim, segons els xinesos, és una energia d'acció i calor. Tots els éssers vius, d'acord amb les ensenyances del fengshui, tenen aquestes dues energies que el complementen i el regulen.
Ja a l'Antic Testament Déu es va aparèixer una vegada sota la forma d'esbarzer inflamat i el llamp es considera sovint un emissari seu. El foc té un caràcter central en les fogueres per cremar els acusats d'heretgia o de bruixeria.

### Iconologia
La iconologia d'aquest element va tenir altars, sacerdots i sacrificis quasi entre tots els pobles de la terra. Els romans ho representaven sota la figura de Vulcà enmig dels ciclops. Una vestal a la vora d'un altar sobre el qual crema el foc sagrat o una dona tenint un got ple d'ell amb una salamandra als seus peus, són també símbols pel mig dels quals els antics representaven el foc. Cesare Ripa i Hubert François Gravelot han ajuntat a aquests emblemes la presència del Sol, principi de la calor i del llum i l'au fènix que mor i reneix en aquest element; expressió jeroglífica de l'opinió dels filòsofs que creien que el món seria consumit algun dia per les flames per renéixer més brillant i perfecte.

### Evolució de la concepció científica del foc
En l'antiguitat clàssica el foc fou un dels quatre elements clàssics junt amb l'aigua, la terra i l'aire. Aquest quatre elements representaven les quatre formes conegudes de la matèria i eren utilitzats per explicar diferents comportaments de la natura. En la cultura occidental l'origen de la teoria dels quatre elements es troba en els filòsofs presocràtics de la Grècia clàssica, i des d'aleshores ha estat objecte de nombroses obres d'expressió artística i filosòfica, perdurant a través de l'edat mitjana i el Renaixement i influenciant profundament el pensament i la cultura europeus. Paral·lelament l'hinduisme i el budisme han desenvolupat concepcions molt semblants.
En la majoria d'aquestes escoles de pensament se sol afegir un cinquè element als quatre elements tradicionals, que s'anomena alternativament com idea, buit, èter o quintaessencia (literalment "la cinquena essència").
El concepte dels elements clàssics va continuar vigent a Europa durant l'edat mitjana, a causa de la prominència de la visió cosmològica aristotèlica i a l'aprovació de l'Església Catòlica del concepte de l'èter que donava suport a la concepció de la vida terrenal com un estat imperfecte i el paradís com quelcom etern.
L'ús dels quatre elements en la ciència es va abandonar als segles xvi i xvii, en què els nous descobriments sobre els estats de la matèria van superar la concepció clàssica.

#### Teoria del flogist
L'any 1667 el científic Johann Joachim Becher ideà la teoria del flogist' (del grec φλογιστόν phlŏgistón "inflamable" de φλόξ phlóx "foc") segons aquesta a més a més dels quatre elements clàssics, hi havia un element addicional semblant a un foc anomenat el flogist, que estava contingut dins dels cossos combustibles, i que era alliberat, en graus més petits o més grans, durant la combustió.
La teoria intentava explicar els processos d'oxidació, com la combustió i l'oxidació de metalls. Aquesta teoria va ser compartida i estudiada també pel metge i químic alemany Georg Ernst Stahl.

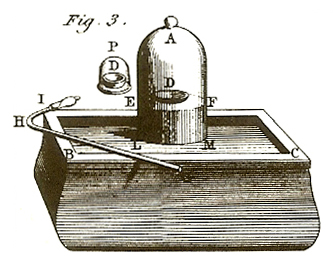
Muntatge realitzat per Lavoisier per posar a prova la teoria del flogist. Figura realitzada per Mme. Lavoisier en el Traité Élémentaire de chimie.

#### Teoria de la combustió de Lavoisier
La teoria del flogist es va mantenir fins als anys vuitanta del segle xviii, fins que Antoine Laurent Lavoisier, considerat el pare de la química moderna, dissenyà un experiment per contrastar-la: Lavoisier col·locà una petita quantitat mercuri sobre un sòlid surant damunt d'aigua i ho tanca sota una campana de vidre i provocà la combustió del mercuri. Segons la teoria del flogist el cos flotant hauria d'estar menys submergit després de la combustió, ja que la quantitat restant de substància junt a la cendra hauria de pesar menys que la inicial i el volum d'aire dintre de la campana hauria d'augmentar com a efecte de l'assimilació del flogist i amb això el nivell de líquid tancat hauria de ser més baix que al començament. El resultat de l'experiment contradiuen els resultats esperats segons aquesta teoria. Lavoisier interpretà correctament la combustió eliminat el flogist en la seva explicació, i a la vegada, va fer néixer la química moderna. Les substàncies que cremen es combinen amb l'oxigen de l'aire, per la qual cosa guanyen pes. L'aire que està en contacte amb la substància que es crema perd oxigen i, per tant, també volum. Amb Lavoisier els químics abandonaren progressivament la teoria del flogist i s'apuntaren a la teoria de la combustió basada en l'oxigen.

### Element festiu
El foc és un dels quatre elements cosmogònics segons les tradicions antigues que, juntament amb l'aire, l'aigua i la terra, són capaços de crear-ho tot, combinats degudament. És un element complex: per una banda és devastador i per una altra és purificador, ens dona llum i escalf i ens permet d'ingerir els aliments cuits.
Però els efectes del foc són molt beneficiosos. De fet, les primeres comunitats d'humans es van estructurar al voltant del foc i el van convertir en un element central. De seguida fou important en la quotidianitat, però també en la dimensió festiva, on multiplica els efectes i la potencialitat i adquireix connotacions màgiques i grans continguts simbòlics. El calendari inclou molts moments ignis. En els solsticis sol haver-hi dies en què el foc és protagonista absolut, com ara les fogueres de Sant Joan i els foguerons de Sant Antoni. La litúrgia també el té present, el foc, per exemple a la vetlla pasqual i a la festa de la candelera. Finalment, la presència del foc a Barcelona sobresurt en les actuacions de diables i bèsties, especialment en els correfocs de les festes majors.
Festes amb l'element protagonista del foc serien:
- La Fia-Faia (de Sant Julià de Cerdanyola)
- Les Falles de València
- Les Falles del Pirineu
- La Nit de Reis a Osona, on se cerca als Reis Mags amb atxes d'espígol.[19]
- Els Foguerons de Sant Antoni de la Pobla a Gràcia
- La Santantonà del Forcall
- La Nit de Sant Joan

## Perills
El foc comporta una sèrie de perills, el primer i més evident són les cremades.
En l'apartat de psicologia tenim la piromania la qual es defineix com una malaltia en la qual una persona sent la necessitat de cremar alguna cosa i com més gros sigui el foc millor (per ell). Això ha comportat incendis forestals provocats.
Però a part d'aquest també d'altres com la intoxicació per inhalació de fum. La calor que comporta que es cali foc fa que l'aigua ambiental també es barregi amb el fum i costi més respirar. Quan s'encén foc en els baixos d'un edifici el fum es comporta de les següents maneres:

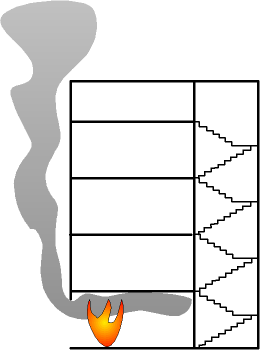
El fum al cap d'un moment d'encendre's el foc i amb l'entrada de l'edifici barrada
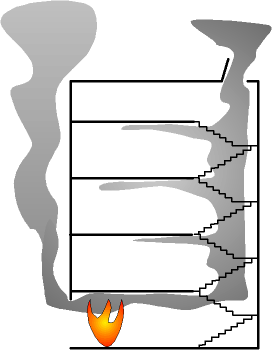
El fum es propaga per l'edifici ja que té l'entrada oberta però no s'escampa perquè té una sortida
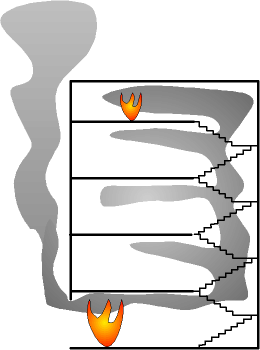
El fum envaeïx tot l'edifici perquè té entrada i no té sortida

### Incendi
Un incendi és una ocurrència de foc no controlada que pot cremar una cosa que no està destinada a cremar-se. Pot afectar estructures i a éssers vius. L'exposició a un incendi pot produir la mort, generalment per inhalació de fum o per esvaniment produït per la intoxicació i posteriorment cremades greus.
Per tal que s'iniciï un foc és necessari que es donin conjuntament aquests tres factors: combustible, comburent i calor o energia d'activació.

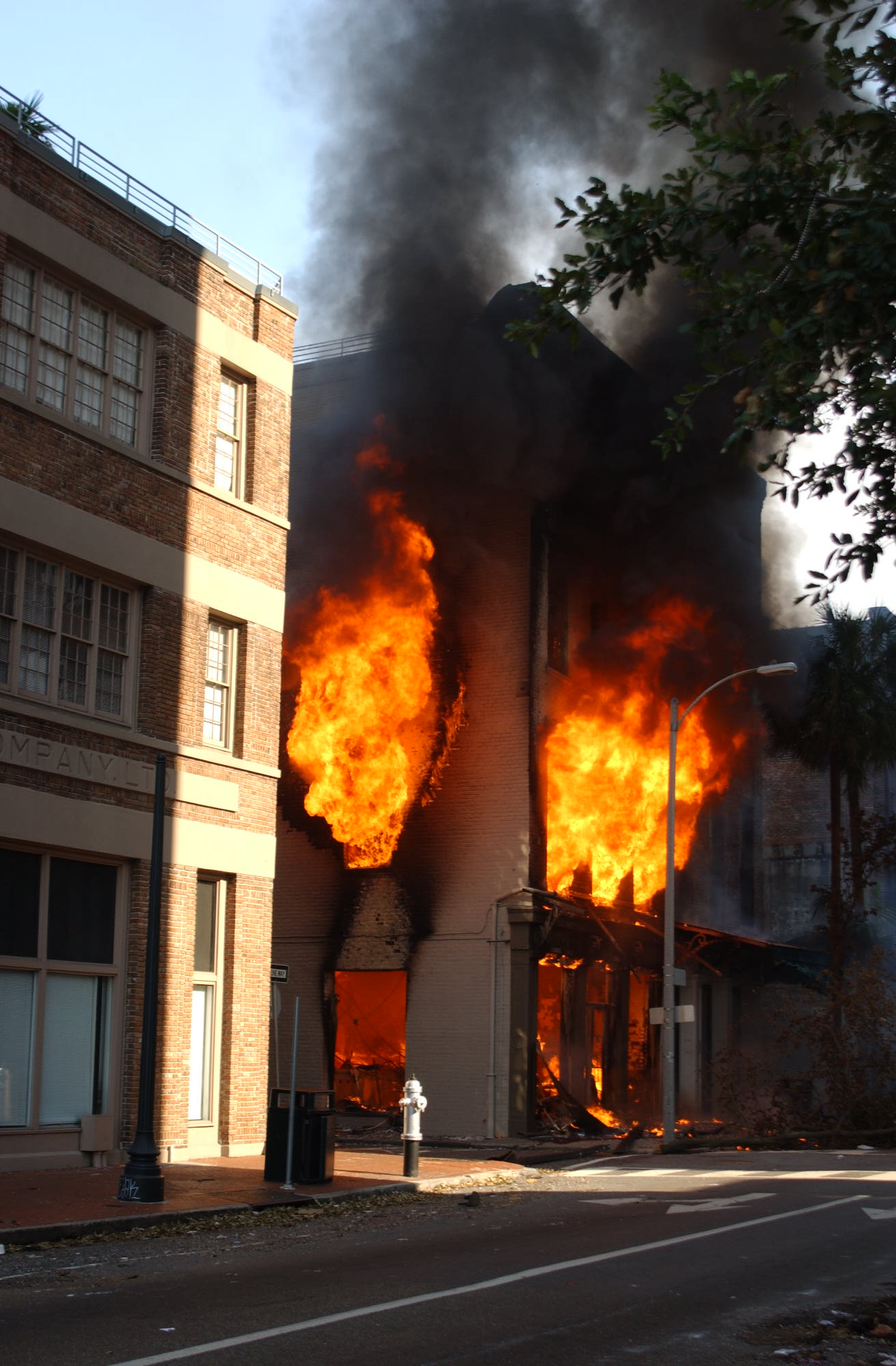
Incendi d'un habitatge a Nova Orleans, Louisiana, després del pas de Katrina.

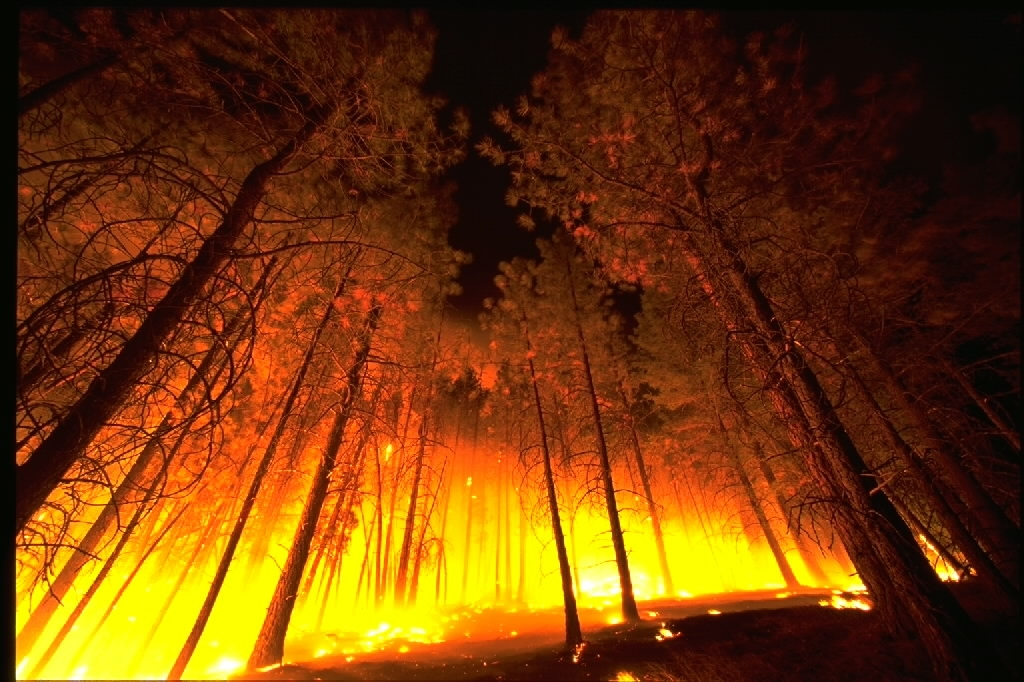
Incendi forestal.

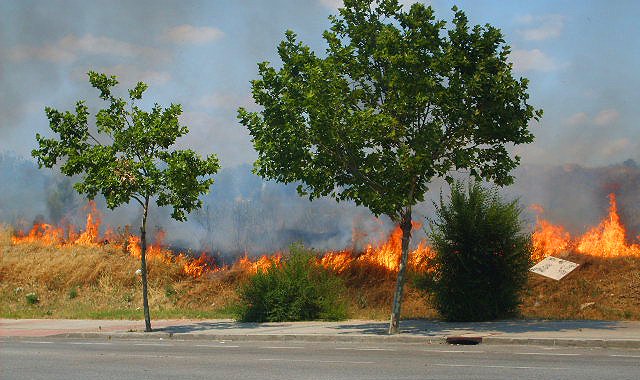
Incendi espontani de rostolls en un solar sense edificar de Madrid. Els incendis de vegetació resseca solen produir de manera natural, especialment a l'estiu, i a causa del seu ràpid avanç no solen causar danys en la vegetació estable.

Els incendis en els edificis poden començar amb errors en les instal·lacions elèctriques o de combustió, com les calderes, fuites de combustible, accidents a la cuina, nens jugant amb encenedors o llumins, o accidents que impliquen altres fonts de foc, com espelmes i cigarretes. El foc es pot propagar ràpidament a altres estructures, especialment aquelles en què no es compleixen les normes bàsiques de seguretat. Per això, molts municipis ofereixen serveis de bombers per extingir els possibles incendis ràpidament.
Les normatives sobre protecció d'incendis classifiquen el risc que presenta cada tipus d'edifici segons les seves característiques, per adequar els mitjans de prevenció.
El risc atén a tres factors:
- Ocupació: major o menor quantitat de gent i coneixement que tenen els ocupants de l'edifici.
- Continent: atén els materials amb què està construït l'edifici, més o menys inflamables, així com a la disposició constructiva, especialment l'alçada que, si és gran, dificulta tant l'evacuació com l'extinció.
- Contingut: matèries més o menys inflamables.

Segons aquests factors, el risc es classifica en lleuger, ordinari i extraordinari.

#### Classes de foc
A l'efecte de conèixer la perillositat dels materials en cas d'incendi i de l'agent extintor seguiu les instruccions:
extintors, aigua, trucar als bombers, mantenir la calma, no respirar i no es mogui del lloc on es ubica. A Europa i Austràlia els incendis es classifiquen en 6 grups:
- Classe A: incendis que impliquen sòlids inflamables que deixen brases, com la fusta, teixits, goma, paper, i alguns tipus de plàstics.
- Classe B: incendis que impliquen líquids inflamables o sòlids liquables, com el petroli o la benzina, olis, pintura, algunes ceres i plàstics.
- Classe C: incendis que impliquen gasos inflamables, com el gas natural, l'hidrogen, el propà o el butà.
- Classe D: incendis que impliquen metalls combustibles, com el sodi, el magnesi, el potassi o molts altres quan estan reduïts a encenalls molt fins.
- Risc d'electrocució (antigament coneguda com a Classe E): incendis que impliquen qualsevol dels materials de les Classes A i B, però amb la introducció d'electrodomèstics, cablejat, o qualsevol altre objecte amb tensió elèctrica, en la proximitat del foc, on existeix un risc d'electrocució si s'empren agents extintors conductors de l'electricitat.
- Classe K: incendis que impliquen greixos i olis de cuina. Les altes temperatures dels olis en un incendi excedeix amb molt les d'altres líquids inflamables, fent inefectives els agents d'extinció normals (a Espanya aquesta classe s'inclou en la B).

Als Estats Units els incendis es classifiquen en quatre grups: A, B, C i D.
- Classe A: incendis que impliquen fusta, teixits, goma, paper i alguns tipus de plàstic.
- Classe B: incendis que impliquen benzina, olis, pintura, gasos i líquids inflamables i lubricants.
- Classe C: incendis que impliquen qualsevol dels materials de la Classes A i B, però amb la introducció d'electrodomèstics, cablejat o qualsevol altre objecte que rep energia elèctrica, a prop del foc.
- Classe D: incendis que impliquen metalls combustibles, com el sodi, el magnesi o el potassi o altres que poden entrar en ignició quan es redueixen a llimadures molt fines.

A vegades sol afegir un cinquè grup, la 'Classe K'. Es refereix als incendis que impliquen grans quantitats de lubricants o olis. Encara que, per definició, la Classe K és una subclasse de la classe B, les característiques especials d'aquests tipus d'incendis es consideren prou importants per ser reconeguts en una classe a part.

#### Incendi forestal

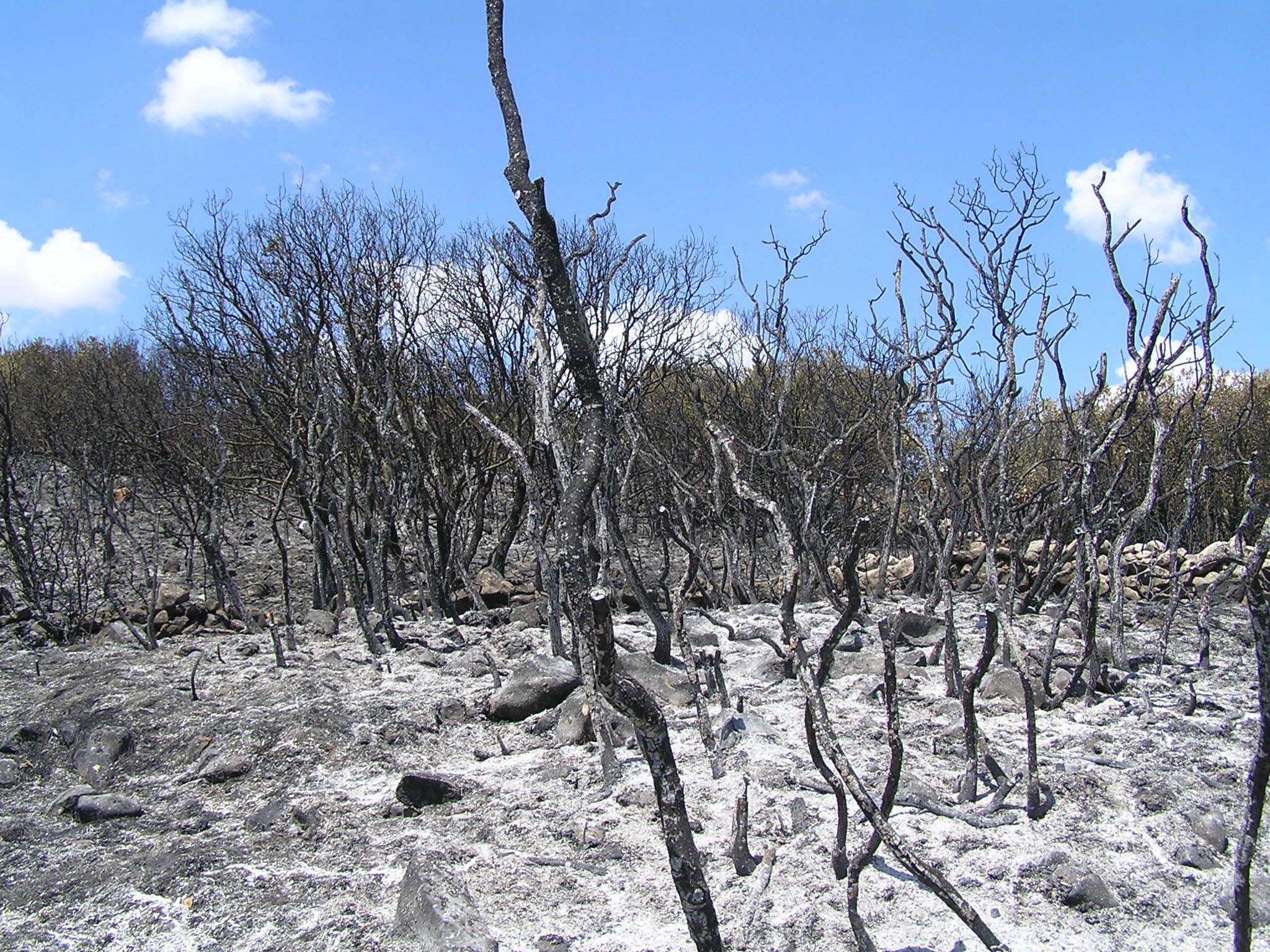
Paisatge després d'un incendi, a Alcalá la Real, Jaén, Espanya.

Un incendi forestal és un tipus d'incendi que es caracteritza per produir-se i desenvolupar-se principalment en zones naturals amb vegetació abundant.
Si bé les causes immediates que donen lloc als incendis forestals poden ser molt variades, en tots ells es donen els mateixos pressupostos, és a dir, l'existència de grans masses de vegetació en concurrència amb períodes més o menys prolongats de sequera.
La calor solar provoca deshidratació a les plantes, que recuperen l'aigua perduda del substrat. No obstant això, quan la humitat del terreny descendeix a un nivell inferior al 30% les plantes són incapaces d'obtenir aigua del sòl, amb el qual es van assecant a poc a poc. Aquest procés provoca l'emissió a l'atmosfera d'etilè, un compost químic present a la vegetació i altament combustible. Té lloc llavors un doble fenomen: tant les plantes com l'aire que les envolta es tornen fàcilment inflamables, amb la qual cosa el risc d'incendi s'incrementa. I si a aquestes condicions s'hi suma l'existència de períodes d'altes temperatures i vents forts o moderats, la possibilitat que una simple espurna provoqui un incendi es torna significativa.